# Gallecs
|  | Aquest article tracta sobre les persones gallegues. Si cerqueu l'espai rural del Vallès Oriental, vegeu «Gallecs (natura)». |

Els gallecs (en gallec: galegos) són un grup ètnic, nacional i cultural amb una pàtria històrica comuna que és Galícia, al nord-oest de la península Ibèrica, i en conseqüència són una minoria nacional, tot i que l'Estat espanyol no ho reconegui. A Galícia s'hi parlen àmpliament dues llengües romàniques: el gallec, nativa i cooficial al territori; i el castellà, a causa del fenomen de substitució lingüística, que és llengua forana i oficial a tot l'Estat.
Els gallecs es troben en un nombre important a l'exterior, sent anomenats col·lectivament com la Galícia exterior.

## Etimologia de l'etnònim

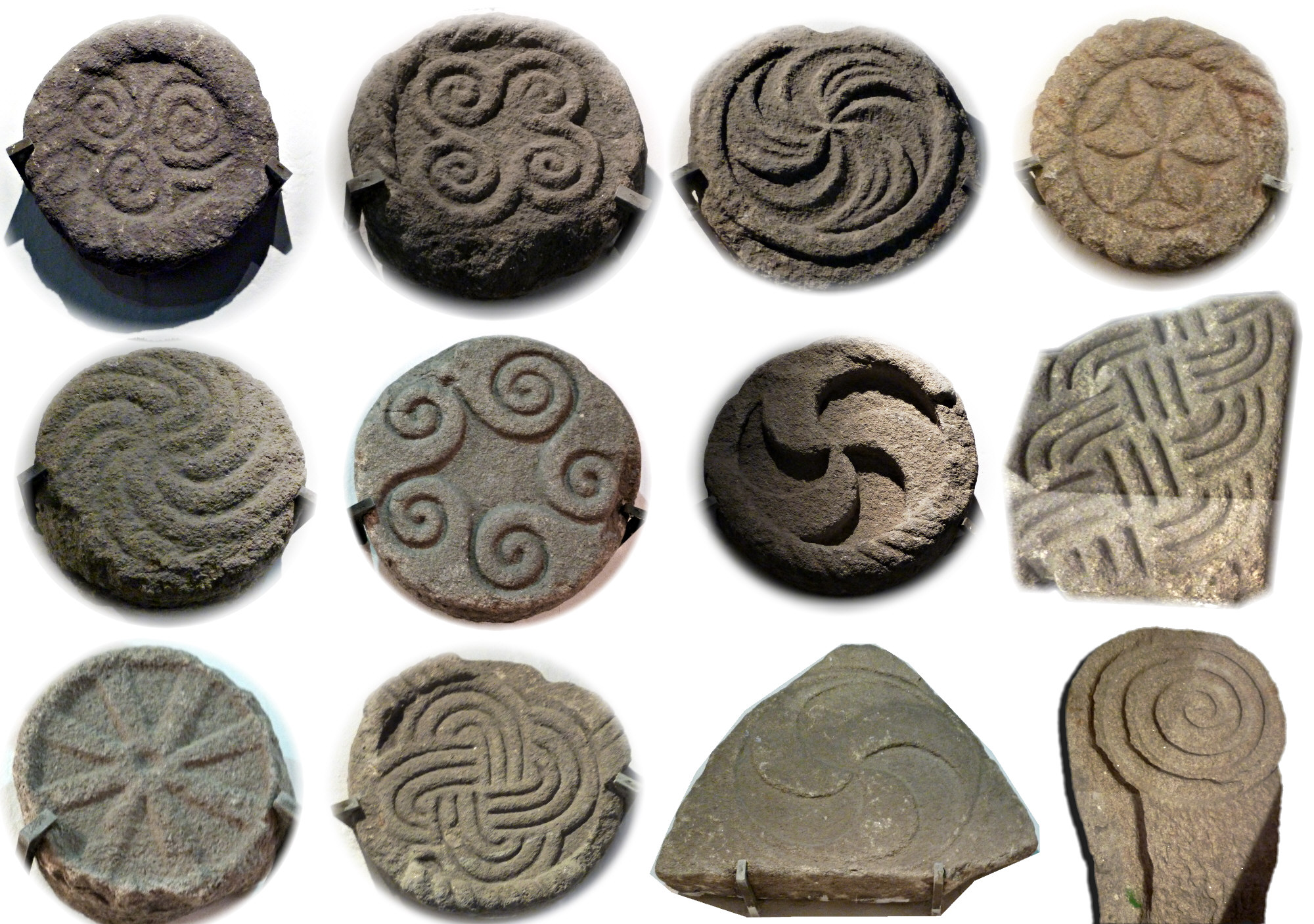
Pedres esculpides de la cultura dels castres

L'etnònim gallecs (galegos) deriva del llatí Gallaeci o Callaeci, sent una adaptació del nom d'una tribu celta local coneguda pels grecs com Καλλαϊκoί (Kallaikoí), que visqueren en l'actual nord del Portugal i que fou conquerit pel general romà Dècim Juni Brut Galaic al segle ii aC. Més tard, els romans aplicaren aquest nom a totes les persones que compartien la mateixa cultura i llengua al nord-oest, des del riu Duero al sud fins a la mar Cantàbrica al nord i a l'oest el riu Navia, englobant diverses tribus com els cèltics, els àrtabres, els lemaus i els albions, entre d'altres.
L'etimologia del nom fou estudiada des del segle vii per autors com Isidor de Sevilla, qui escrigué que «els gallecs s'anomenen així per la seva pell pàŀlida, com els gauls», relacionant el nom amb la paraula grega «llet». Tanmateix, els acadèmics moderns han derivat el nom de l'antic Callaeci, és a dir del protoindoeuropeu * kal-n-eH₂ «turó», a través del sufix relacional local -aik-, volent significar «els de terresaltes»; o també del protocelta * kallī- «bosc», volent significar «els del bosc».
La proposta més recent fou del lingüista Francesco Benozzo després d'identificar l'arrel gall- / kall- en una sèrie de paraules celtes amb el significat de «pedra» o «roca»", de la manera següent: gall (irlandès antic), gal (mig gal·lès), gailleichan (gaèlic escocès), kailhoù (bretó), galagh (gaèlic manx) i gall (gal). Per això, Benozzo explicà el nom Callaecia i el seu etnònim Callaeci com «les persones de pedra» o «les persones de la pedra» («aquells qui treballen amb pedres»), en referència als megàlits i formacions de pedra antigues tan comunes a Galícia.

## Galícia exterior
Els gallecs trobats a l'exterior per les migracions són anomenats Galícia exterior. La xifra dels emigrats gallecs és superior als actuals residents a Galícia.
El Govern gallec ha dedicat ajudes i atencions a aquesta gent des de 1990. Així, desenvolupa un pla anual amb vint-i-dos programes per a atendre les necessitats que li fan saber les comunitats i centres gallecs a l'exterior. Aquest pla és executat per la Secretaria General per a les Relacions amb les Comunitats Gallegues, que contacta directament amb les comunitats.